# Nils Slatte
Nils Slatte, född första halvan av 1400-talet, död omkring 1477, svensk frälseman, bosatt i Bottorp, Ljungby socken, Kalmar kommun, Kalmar län, Småland, son till Anders Slatte och Asrun Nilsdotter. Nils Slatte var gift med Margit Nilsdotter (Bagge av Botorp), dotter till Nils Tyrgilsson Bagge.

## Biografi
Nils Slatte skriver sin fredagen efter den 15 augusti någon gång mellan 1460 och 1465 till kära moder hustru Kristina i Brantestad (Frödinge socken) och berättar att han med Peter Bagge och flera vänner bestämt att hålla sitt bröllop i Kalmar söndagen efter kommande helgakorsdag. Han inbjuder henne till bröllopet samt ber henne påminna de landbor i hennes socken, som tillhör hans fästmö (Margit, dotter till Nils Bagge), att komma med sitt lantgille med mera till bröllopet. Hustru Kristina skulle be biskop Kettil (Karlsson (Vasa) i Linköping) eller hans ämbetsmän om fri lejd till Kalmar. 
Deras kända barn hette: Birgitta Nilsdotter (Slatte), Anders Nilsson (Slatte) och Erik Slatte.
Den ovan nämnde Anders Nilsson har av  Gustaf Elgenstierna identifierats med Anders Nilsson (Yxnebergaätten) i Yxneberga i Hagby socken, Södra Möre, men i en utredning som har gjorts av Hans Gillingstam i Personhistorisk tidskrift 1962, tillbakavisade Gillingstam tidigare uppgifter att Anders Nilsson och Yxnebergaätten skulle ha samband med Slatteätten som felaktiga.